# Javier Estrada Fernández

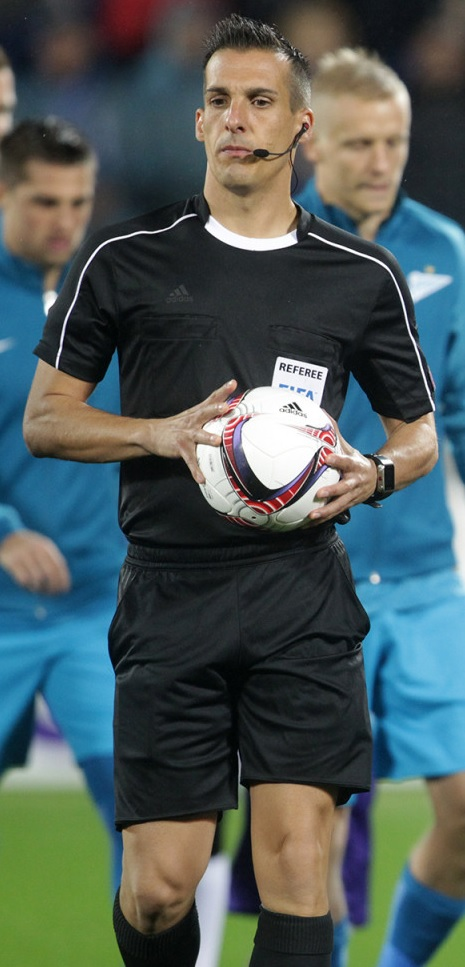
Javier Estrada Fernández (2016)

Javier Estrada Fernández, auch Xavier Estrada Fernández (* 27. Januar 1976 in Lleida, Katalonien), ist ein spanischer Fußballschiedsrichter.
Von August 2009 bis Mai 2021 leitete Estrada Fernández insgesamt 241 Partien in der Primera División.
Von 2013 bis 2021 stand er auf der Liste der FIFA-Schiedsrichter und leitete internationale Fußballspiele. Seit 2021 steht er als Videoschiedsrichter auf der FIFA-Liste.
Am 19. August 2014 leitete Estrada Fernández das Hinspiel der Supercopa de España 2014 zwischen Real Madrid und Atlético Madrid (1:1).
Von November 2014 bis Dezember 2020 leitete Estrada Fernández insgesamt 15 Spiele in der Europa League, zudem Spiele in der Qualifikation zur Europa League und Champions League. Zudem pfiff er Partien in der Nations League, in der EM-Qualifikation für die Europameisterschaft 2016 in Frankreich und die Europameisterschaft 2021, in der europäischen WM-Qualifikation für die Weltmeisterschaft 2018 in Russland sowie Freundschaftsspiele.
Zudem war er bei der U-19-Europameisterschaft 2014 in Ungarn, bei der U-21-Europameisterschaft 2015 in Tschechien und (als Videoschiedsrichter) bei der U-21-Europameisterschaft 2019 in Italien und San Marino im Einsatz.